# Erodium corsicum
Erodium corsicum là một loài thực vật có hoa trong họ Mỏ hạc. Loài này được Léman ex DC. mô tả khoa học đầu tiên năm 1805.

## Hình ảnh

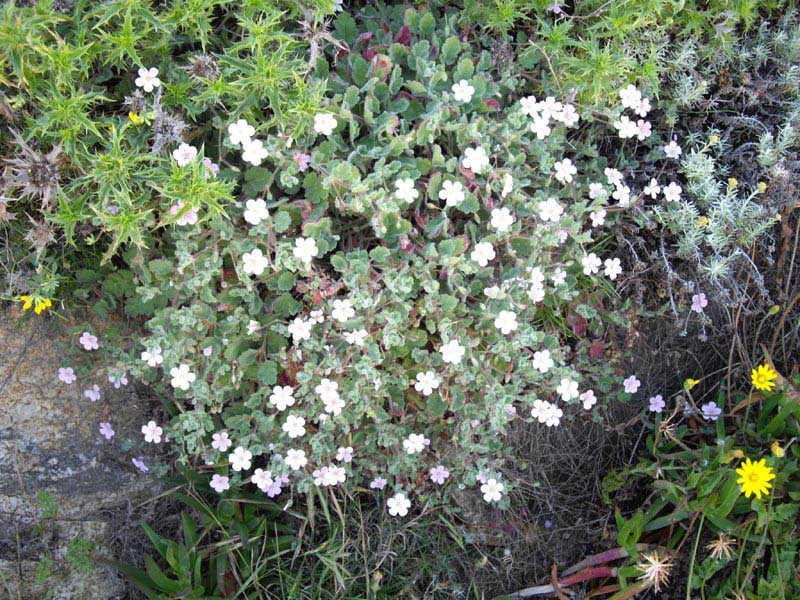
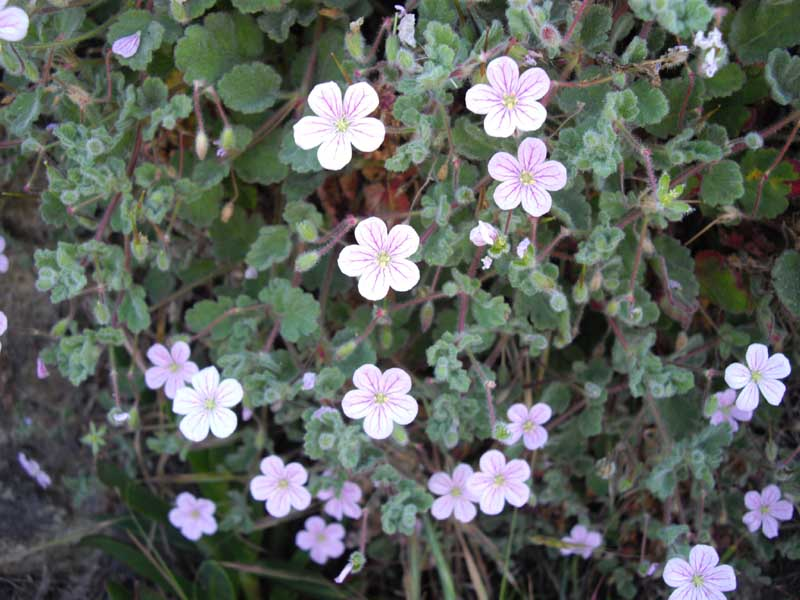
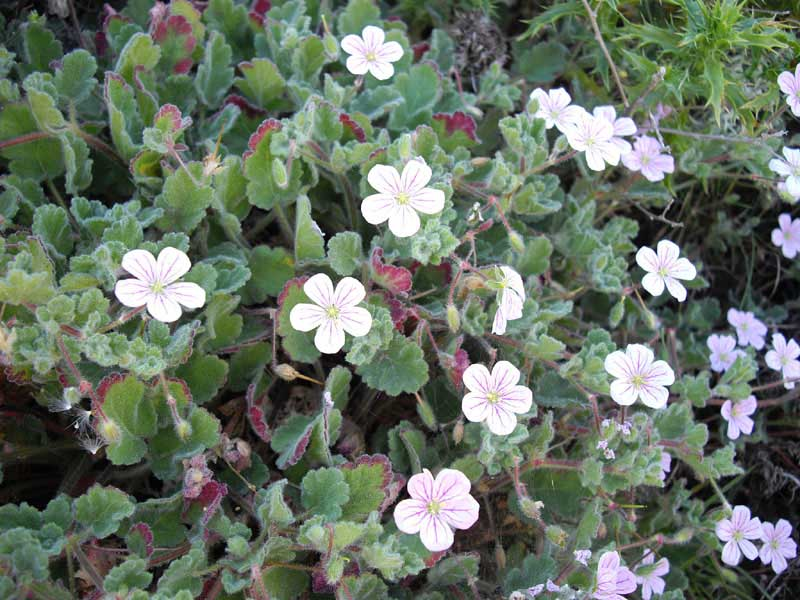
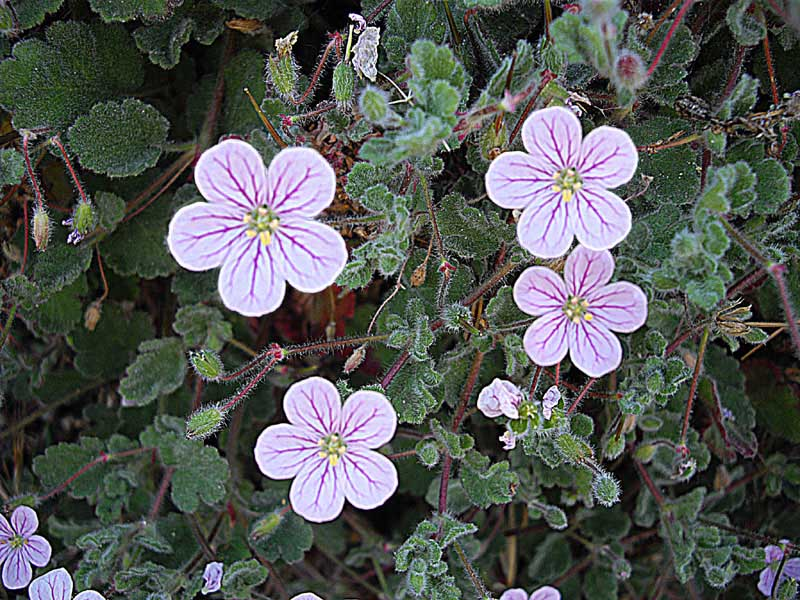